# 푸른소나무
주식회사 푸른소나무는 대한민국의 비거주 복지시설 운영업체이다.

## 논란
디지털 방송 셋톱박스에서 바이오 산업으로 전환한 후 코로나19 진단키트 사업으로 주가가 급등했으나, 회계 불성실과 경영진의 혐의로 인해 주가는 급락하고 회사는 재무적인 어려움에 직면하고 있으며 거래정지상태에 있다.